# Kuria Muria

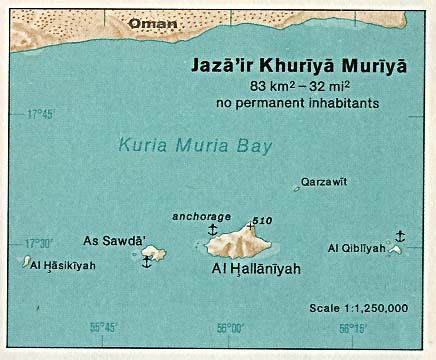
Kuria Muria-öarna.

Kuria Muria är en ögrupp tillhörig Oman i västra delen av Indiska oceanen. Ögruppen består av fem öar med en yta på totalt 72 km² och ligger 40 km från  Omans kust. Största ö är Hallania (57 km²). Öarna tillhörde Storbritannien från 1854 till 1967, då de överläts till Oman.